# Bo Berndtsson

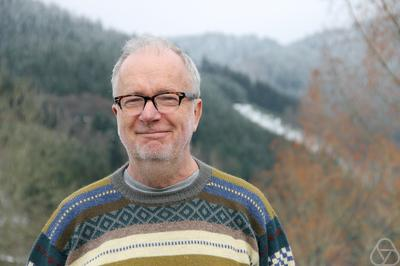
Bo Berndtsson

Bo Berndtsson (* 24. Dezember 1950) ist ein schwedischer Mathematiker, der sich mit der Theorie mehrerer komplexer Variabler und komplexer Geometrie befasst. Er ist Hochschullehrer an der Technischen Hochschule Chalmers in Göteborg.

## Leben und Wirken
Berndtsson studierte Mathematik an der Universität Göteborg mit dem Kandidaten-Abschluss 1971 und der Promotion bei Tord Ganelius 1977 (Zeros of analytic functions of several variables and related questions).  Danach war er dort Forschungsassistent und ab 1985 Lektor. 1989 bis 1995 war er auf einer speziellen Forschungsstelle des Nationalen Wissenschaftsrats (NFR). 1996 wurde er Professor an der Technischen Hochschule Chalmers.
Er war Gastprofessor an der University of California, Los Angeles (UCLA), der Universität Paris-Süd, der Universität Toulouse (Paul Sabatier), der Autonomen Universität Barcelona und am nationalen polytechnischen Institut in Mexiko-Stadt.
Er befasste sich insbesondere mit Lösungen der {\displaystyle {\overline {\partial }}} Gleichung, dem höherdimensionalen Analogon der Cauchy-Riemann-Differentialgleichung, wobei er auf der Theorie der {\displaystyle L^{2}}-Abschätzungen dieser Gleichung von Lars Hörmander aufbaute. Außerdem befasste er sich mit der Geometrie komplexer Mannigfaltigkeiten und bewies in den 2000er Jahren Positivitäts-Resultate für die Krümmung holomorpher Vektorbündel und wandte dies in der Geometrie von Kähler-Mannigfaltigkeiten (wie den Geodäten im Raum der Kählermetriken) an und in der algebraischen Geometrie.
Er erhielt 1987 den Edlund Preis der schwedischen Akademie der Wissenschaften und 1995 den Göran Gustafsson Preis. 2003 wurde er Mitglied der Königlich Schwedischen Akademie der Wissenschaften. Für 2017 wurde ihm der Stefan-Bergman-Preis zugesprochen.
Er war Herausgeber des Arkiv för Matematik und ist Mitherausgeber des Journal of Geometric Analysis und des Journal of the Mathematical Society of Japan.
Er war Sänger in einer Rockgruppe (Love Explosion).

## Schriften
- {\displaystyle L^{2}} for the {\displaystyle {\overline {\partial }}} equation, CTH 1995
- An introduction to things  {\displaystyle {\overline {\partial }}}, IAS/Park City Lectures, American Mathematical Society 2010
- Curvature of vector bundles associated to holomorphic fibrations, Annals of Mathematics, Band 169, 2009, S. 531–560.
- Positivity of direct image bundles and convexity on the space of Kähler metrics,  J. Differential Geom., Band 81, 2009, S. 457–482.